# Тебенчук Євгенія Маркіянівна
Євгенія Маркіянівна Тебенчук (15 січня 1902, с. Чернявка, Вінницький повіт, Подільська губернія, Російська імперія — 9 серпня 2013, Київ, Україна) — українська Заслужена учителька Української РСР та довгожителька, чий вік був підтверджений Групою геронтологічних досліджень (GRG). Вона є 2-ю найстарішою коли небудь підтвердженою людиною в Україні, після Михайла Кричевського та  найстарішою коли небудь жінкою в Україні. Померла у віці 111 років, 193 днів.

## Біографія
Народилася 1902 року, вона була сучасницею російського царя Миколи II, голови Центральної Ради Михайла Грушевського та Йосипа Сталіна і наступних перших осіб держави. Пережила голодомор та німецько-радянську війну, смерть чотирьох дітей та загибель чоловіка на фронті. Працювала шкільною вчителькою російської мови та літератури до 82-річного віку. Продемонструвавши світлу для її віку пам'ять, розповівши в одному з інтерв'ю вірш Олександра Пушкіна «Пісня про Віщого Олега» . Останні роки життя Євгенія Маркіянівна жила одна, її часто відвідують діти онуки та правнуки. Секретом свого довголіття Євгенія Маркіяновна вважала правильне харчування та добре ставлення до людей, також зазначає, що все, що відбувається в житті, потрібно сприймати спокійно . 
Станом на 2011 рік вона мала одну дочку, двох онуків, трьох правнуків та одного праправнука, у сім'ї майже всі родичі працюють педагогами.
У віці 109 років і 74 днів їй було видано диплом Національного реєстру рекордів України. 
Померла 9 серпня 2013 року через ішемію серця у віці 111 років, 193 днів. Довгожительку поховали на Звіринецькому цвинтарі. Її вік офіційно було верифіковано GRG в 2022 році.